# Candelaria-Höhlen

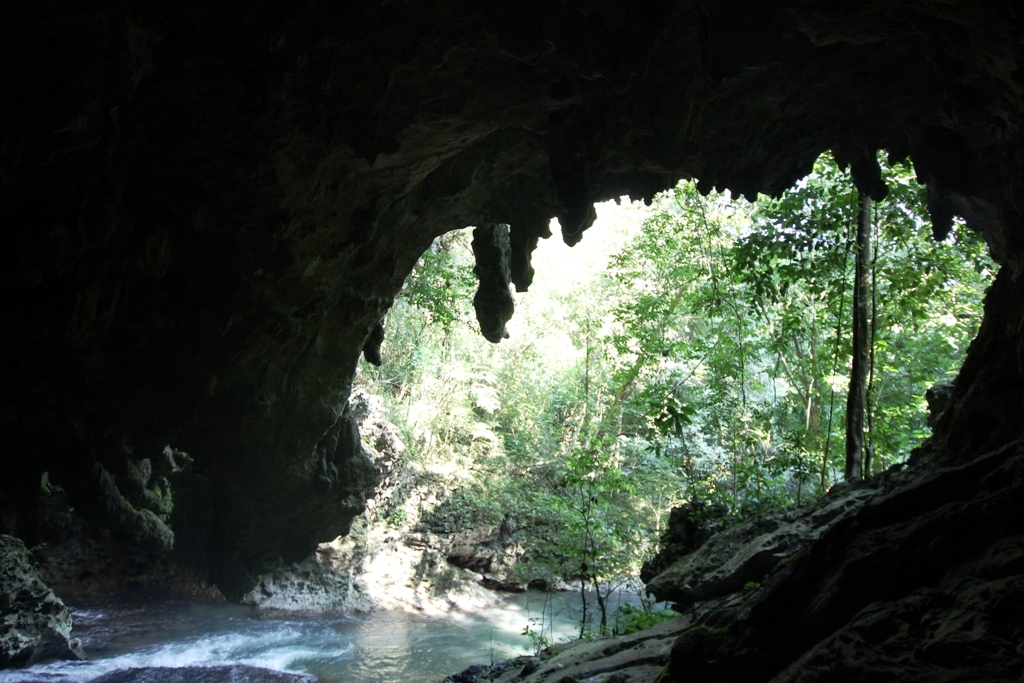
Höhlenfluss Candelaria

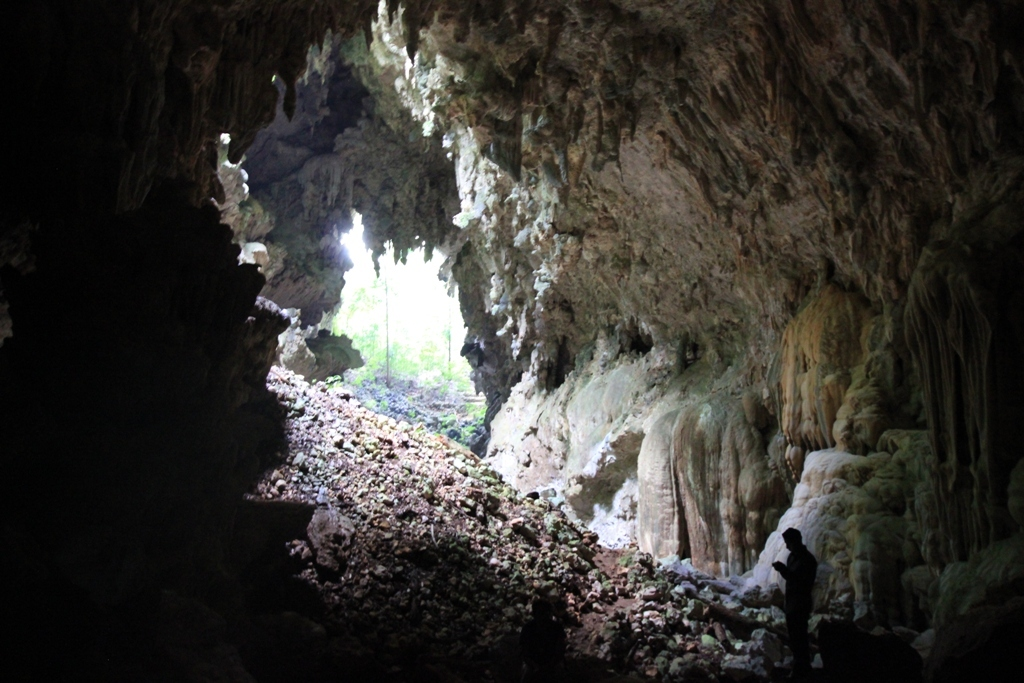
Höhlenfenster

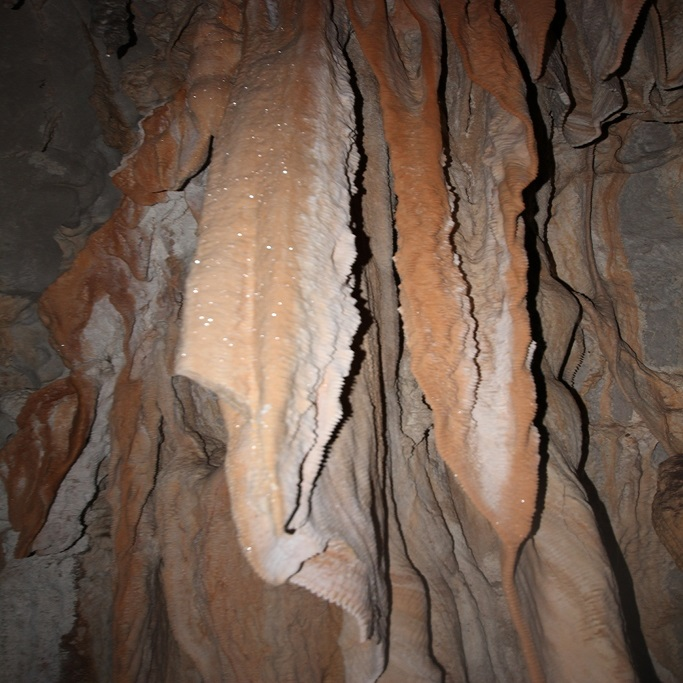
Sinterfahne

Die Candelaria-Höhlen sind eine Höhlenformation in der guatemaltekischen Provinz Alta Verapaz zwischen den Städten Chisec und Raxruhá gelegen. Sie sind bedeutend für die Geschichte der Mayas.

## Geologie
Es handelt sich um Karsthöhlen mit Speläothemen wie Stalagmiten, Stalaktiten, Stalagnaten und Sinterfahnen. Durch Deckeneinbrüche entstandene Höhlenfenster lassen Licht ins Höhlensystem fallen. Der Haupttunnel ist 22 km lang und wird auf einer Länge von insgesamt 12,5 km vom Candelaria-Fluss durchströmt. Das gesamte Höhlensystem ist etwa 80 km lang und damit eines der größten Lateinamerikas.

## Geschichte
Die große Handelsroute der Maya-Klassik, die das heutige guatemaltekische Hochland mit den Mayastaaten des Petén verband, kreuzte das Gebiet der Candelaria-Höhlen. Anhand von zahlreichen Keramikfunden wurde nachgewiesen, dass die Händler die Höhlen für Zeremonien nutzten. Im Popol Vuh der spätklassischen Quiche-Maya werden die Höhlen als Eingang zur Unterwelt bezeichnet.

## Verwaltung
Die Candelaria-Höhlen wurden von der guatemaltekischen Regierung im Jahr 1999 zum Nationalpark erklärt. Nach längeren Auseinandersetzungen mit den Behörden ist es den ortsansässigen Q'eqchi-Maya gelungen, die Kontrolle über die Höhlen und ihre touristische Nutzung zu erlangen.

## Auswahlbibliographie
- Woodfill, Bret Kerry Skoy: Shrines of the Pasión-Verapaz Region, Guatemala: Ritual and Exchange along Ancient Trade Route. (Dissertation) Nashville 2007.